# V-oznaka

## V-oznaka
V-oznaka ili V-label, odnosno europska vegetarijanska oznaka, jedinstvena je oznaka kvalitete koju Europska vegetarijanska unija (EVU) dodjeljuje proizvodima izrađenim u skladu s vegetarijanskom i veganskom etikom, odnosno uslugama koje se obavljaju u skladu s istom. 
Primarni joj je cilj omogućiti potrošačima jednostavno prepoznavanje proizvoda bez sastojaka životinjskog podrijetla, kao i mjesta na kojima takve proizvode mogu konzumirati.

## Područje primjene
V-oznaka trenutno je najprepoznatljivija među prozvođačima i potrošačima u Švicarskoj i Nizozemskoj, dok je u Njemačkoj, Austriji, Beligiji, Hrvatskoj, Češkoj i Španjolskoj njezino korištenje sve učestalije i preporučuju ga lokalne vegetarijanske organizacije.
U europskim je zemljama zastupljenost ove oznake još uvijek nejednolika no sve europske organizacije prepoznaju oznaku kao jasni indikator vegetarijanskih proizvoda i davatelja usluga. Nositelji licence su pojedine organizacije, primjerice udruga Prijatelji životinja u Hrvatskoj ili Vegetarierbund Deutschland u Njemačkoj. 

## Kriteriji za dobivanje i označavanje V-oznake

### Sastav proizvoda nositelja V-oznake
Proizvodi koji nose V-oznaku ne smiju uključivati niti jedan sastojak životinjskog porijekla, te cijeli proizvodni proces ne smije ni na koji način ugrožavati životinje. To se odnosi i na sastojke koji često nisu izravno navedeni na uobičajenim deklaracijama proizvoda, što je slučaj kod polugotovih proizvoda kao što su juhe i umaci kod kojih ne piše koriste li mesni temeljac ili životinjsku masnoću ili kod proizvodnje octa i voćnih sokova kada se može koristiti želatina.

### Zastupnici za V-oznaku
Za svaku zemlju Europska vegetarijanska unija određuje ovlaštene zastupnike V-oznake od kojih proizvođači i pružatelji usluga mogu dobiti pravo korištenja oznake. 
Ovlašteni zastupnik za izdavanje V-oznake za Republiku Hrvatsku je udruga Prijatelji životinja.

### Izgled V-oznake
Logo V-oznake međunarodno je zaštićeni znak pod brojem 678.533 A.

Znak "V" nalazi se u krugu, a na vrhu kruga je tekst "Europska vegetarijanska unija", ispisan unutar kruga u zaobljenom obliku. Na dnu oznake nalazi se riječ "vegetarijansko" napisana na jeziku koji može odabrati proizvođač. 
Znak se najčešće koristi i preporučeno ga je koristiti u žutoj boji sa zelenim slovima, no moguće ga je koristiti i u bijeloj boji s crnim slovima za proizvode, dok se u gastronomiji koristi znak koji u krugu nema tekst nego samo znak "V".

## Dodatne informacije i linkovi
Dodatne informacije o europskoj vegetarijanskoj oznaci mogu se pronaći na službenim web-stranicama na nekoliko jezika, a tamo je dostupan i popis odgovarajućih proizvoda te ugostiteljskih objekata koji su nositelji V-oznake.

## Vanjske poveznice
- Službena stranica V-oznake  Arhivirana inačica izvorne stranice od 13. studenoga 2013. (Wayback Machine)
- Službena stranica udruge Prijatelji životinja
- Dodatne informacije o V-oznaci
- Službene stranice Europske vegetarijanske udruge